# Alissas
Alissas är en kommun i departementet Ardèche i regionen Auvergne-Rhône-Alpes i sydöstra Frankrike. Kommunen ligger  i kantonen Privas som ligger i arrondissementet Privas. År 2022 hade Alissas 1 485 invånare.

## Befolkningsutveckling
Antalet invånare i kommunen Alissas
Referens: INSEE